# Matilda Mann
Matilda Mann née le 23 février 2000  est une auteure-compositrice-interprète britannique originaire de Londres.
Matilda Mann publie son premier EP en 2019 intitulé If That Makes Sense. L'EP l'a amenée à collaborer avec des musiciens notables, notamment Arlo Parks, Beabadoobee et The Staves .
En septembre 2020, Mann publie un nouveau single intitulé Happy Anniversary Stranger tiré de son deuxième EP Because I Wanted You To Know sorti en novembre 2020. En 2021, Mann sort son troisième EP intitulé Sonder, avec notamment les singles Doomsday et Bloom.
Fin 2022, Mann publie le single Margaux, tiré de son quatrième EP You Look Like You Can't Swim publié en juillet 2023 et comportant également les singles The Day I Met You et In Plain Sight .
En décembre 2023, Mann publie le single Make it Home, portant sur le thème de Noël.
En octobre 2024 Mann sort son cinquième EP, Everything I'm Not, avec le single éponyme incorporé à la soundtrack du jeu Life is Strange Double Exposure. Le même mois, elle participe à la tournée européenne du groupe américain Wallows en tant que première partie.
Son premier album, Roxwell, est publié pour le 28 février 2025,.

## Discographie

### Albums
| Année | Titre   | Détails                                                |        |
| ----- | ------- | ------------------------------------------------------ | ------ |
| 2025  | Roxwell | - Sortie : 28 février 2025 - Label : sevenfoursevensix | [ 10 ] |

### EP
| Année | Titre                        | Détails                                                 |        |
| ----- | ---------------------------- | ------------------------------------------------------- | ------ |
| 2020  | Because I Wanted You to Know | - Sortie : 20 Novembre 2020 - Label : sevenfoursevensix | [ 11 ] |
| 2020  | If That Makes Sense          | - Sortie : 12 Février 2020 - Label : sevenfoursevensix  |        |
| 2021  | Sonder                       | - Sortie : 24 Septembre 2021 - Label : Arista           | [ 12 ] |
| 2023  | You Look Like You Can't Swim | - Sortie : 14 Juillet 2023 - Label : Arista             |        |
| 2024  | Everything I'm Not           | - Sortie : 18 Octobre 2024 - Label : sevenfoursevensix  |        |

### Singles
| Année | Titre                              | Album                        |        |
| ----- | ---------------------------------- | ---------------------------- | ------ |
| 2021  | "Doomsday"                         | Sonder                       | [ 13 ] |
| 2021  | "My Point of You"                  | Sonder                       |        |
| 2021  | "Bloom"                            | Sonder                       |        |
| 2021  | "February"                         | Sonder                       |        |
| 2021  | "Stranger (for now)"               | Sonder                       |        |
| 2021  | "God Only Knows"                   |                              |        |
| 2022  | "Four Leaf Dream"                  |                              |        |
| 2022  | "Nice"                             |                              |        |
| 2022  | "Hell"                             |                              |        |
| 2022  | "Margaux"                          | You Look Like You Can't Swim |        |
| 2023  | "Bordline Insane" (avec spill tab) |                              |        |
| 2023  | "The Day That I Met You"           | You Look Like You Can't Swim |        |
| 2023  | "In Plain Sight"                   | You Look Like You Can't Swim |        |
| 2023  | "Make It Home"                     |                              |        |
| 2024  | "Meet Cute"                        | Everything I'm Not           |        |
| 2024  | "Say It Back                       | Everything I'm Not           |        |